# Seymour (Texas)
Seymour település az Amerikai Egyesült Államok Texas államában, Baylor megyében, melynek megyeszékhelye is. Lakosainak száma 2575 fő (2020. április 1.).

## Népesség
A település népességének változása:

| 2010 | 2 740 |
| 2020 | 2 575 |